# John Barrasso
John Anthony Barrasso III, né le 21 juillet 1952 à Reading (Pennsylvanie), est un homme politique américain, membre du Parti républicain et sénateur du Wyoming au Congrès des États-Unis depuis 2007, à la suite de sa nomination par le gouverneur Dave Freudenthal. Il succède ainsi à Craig Thomas, décédé en fonction, avant d'être élu pour finir le mandat de ce dernier en 2008. Il est réélu en 2012, 2018 et 2024

## Biographie

### Vie personnelle
Né à Reading en Pennsylvanie, Barrasso est diplômé d'un bachelor of science de l'université de Georgetown de Washington D.C. Il est également diplômé en chirurgie orthopédique.
Divorcé, il a deux enfants.

### Carrière professionnelle
Barasso est chef de service au centre médical du Wyoming, le président de la société médicale du Wyoming et de diverses corporations médicales.

### Carrière politique
En 1996, Barrasso est candidat aux primaires républicaines du Wyoming pour le poste de sénateur. Il est alors connu pour ses positions modérés en matière d'avortement. Il perd les primaires de justesse contre Mike Enzi, réputé pour ses positions anti-interruption volontaire de grossesse.
Le 22 juin 2007, le gouverneur Dave Freudenthal le nomme pour succéder temporairement au sénateur défunt Craig Thomas.
Il remporte l'élection de confirmation en novembre 2008 pour terminer le mandat de Thomas. Barrasso est aujourd'hui réputé être conservateur et maintenant pro-life. Il est réélu pour un mandat de six ans en 2012.
Président de la commission sénatoriale de l'environnement et des travaux publics, il est à l'initiative d'une lettre au président Donald Trump dans laquelle les signataires l'« encourage[nt] vivement à rompre définitivement avec l'accord de Paris sur le climat ». Il a reçu 530 000 dollars des industries du gaz, du pétrole et du charbon pour ses campagnes électorales.
Après que Mitch McConnell ait annoncé son intention de se retirer du leadership du groupe républicain au Sénat après les élections de 2024, il est pressenti pour briguer sa succession. Il annonce finalement en mars sa candidature au poste de numéro 2 du groupe, pour laquelle il reçoit rapidement le soutien de Donald Trump. En novembre, il est réélu pour un nouveau mandat au Sénat en remportant une nette victoire contre le démocrate Scott Morrow. Quelques jours plus tard, il remporte l'élection interne pour devenir whip de la majorité.